# التصحر في الأردن

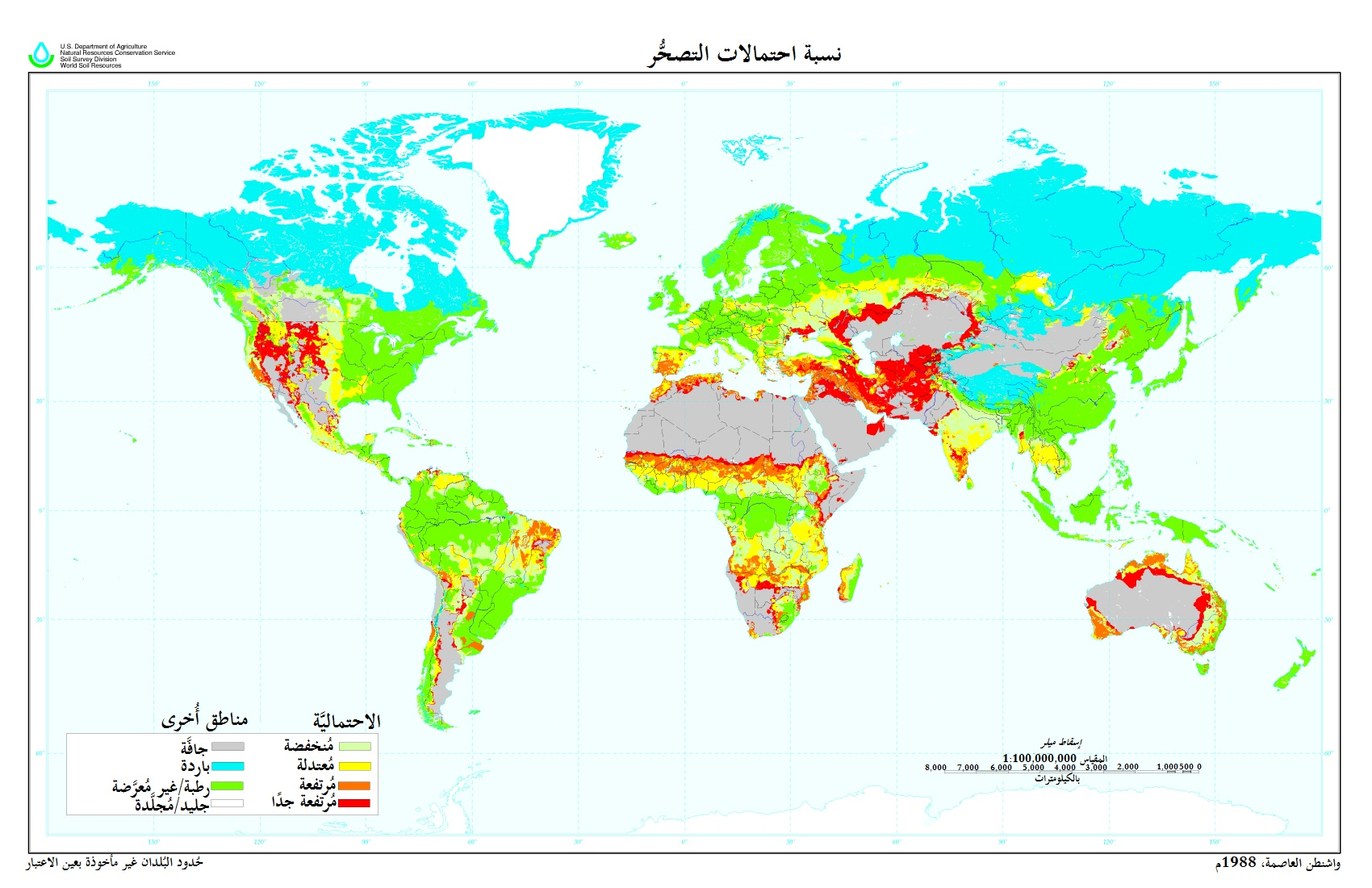
التصحر.

التصحر في الأردن: (بالإنجليزية: desertification in Jordan)‏تعد مشكلة التصحر من أبرز التحديات البيئية التي تواجه العديد من البلدان حول العالم، وتعد المملكة الأردنية الهاشمية واحدة من الدول التي تعاني من هذه المشكلة بشكل خاص. 

## نظرة عامة
يُعرف التصحر على أنه تدهور الأراضي الزراعية والمروية وتحولها إلى أراضٍ جافة وغير قابلة للزراعة بسبب عدة عوامل بيئية واقتصادية واجتماعية. 

## التحديات التصحر في الأردن

### ندرة المياه
يعتبر النقص في الموارد المائية من أبرز التحديات التي تؤثر على تصاعد مشكلة التصحر في الأردن. يتعامل الأردن مع ندرة المياه نتيجة للتغيرات المناخية، وارتفاع معدل الاستهلاك، وزيادة عدد السكان. تتطلب حلول فعالة لهذه المشكلة تعزيز الاستدامة في استخدام المياه وتوفير مصادر بديلة مثل إعادة تدوير المياه واستخدام تقنيات الري الحديثة.

### تراجع التنوع البيولوجي
يتسبب التصحر في تراجع التنوع البيولوجي في الأراضي الأردنية، حيث يؤثر على النباتات والحيوانات المعتمدة على البيئات الصحراوية. يجب تعزيز حماية المناطق الطبيعية وتنفيذ برامج لإعادة تأهيل الأراضي التي تضررت بفعل التصحر.

### زيادة الضغوط الاجتماعية والاقتصادية
يؤثر التصحر في الأردن على المجتمعات المحلية والاقتصاد المحلي، حيث يقلص الفرص الزراعية ويؤدي إلى تدهور الظروف المعيشية. يتطلب التصدي لهذه التحديات تعزيز التنمية المستدامة وتوفير فرص عمل بديلة للمجتمعات المتضررة.

## الحلول المحتملة
لمواجهة تحديات التصحر في الأردن، يجب تبني نهج شامل يجمع بين الجهود الحكومية والمجتمعية والعلمية. يتطلب ذلك توفير التمويل اللازم للبحث والابتكار في مجال تقنيات المياه والزراعة، وتعزيز التعاون الدولي لتبادل المعرفة والخبرات، ومن الحلول التي تساعد في مواجهة التصحر في الأردن: 
- تعزيز الزراعة المستدامة: يجب تعزيز استخدام تقنيات الزراعة المستدامة التي توفر المياه وتحافظ على التربة. يمكن تعزيز الري الحديث واستخدام تقنيات الري بالتنقيط والرش لتحقيق أقصى استفادة من كميات المياه المتاحة.
- الاستثمار في الطاقة المتجددة: يمكن استخدام الطاقة المتجددة مثل الطاقة الشمسية والرياح لتوليد الكهرباء وتشغيل منظومات الري والتقليل من الاعتماد على الوقود الأحفوري. تساهم هذه الخطوة في تقليل الضغط على الموارد المائية وتعزيز الاستدامة البيئية.
- التوعية والتثقيف: يجب تعزيز الوعي بأهمية مواجهة مشكلة التصحر وتوعية الجمهور حول أساليب استخدام الموارد البيئية بشكل مستدام. يمكن تنظيم حملات توعوية وورش عمل للمزارعين والمجتمعات المحلية لنشر الممارسات الزراعية الصديقة للبيئة وتعزيز الاستدامة.
- الاعتماد على التعاون الإقليمي والدولي لمواجهة مشكلة التصحر. من خلال تبادل الخبرات والمعرفة مع الدول الأخرى التي تعاني من نفس التحديات، وتنظيم الندوات والمؤتمرات الدولية لمناقشة أفضل الممارسات وتبني استراتيجيات مشتركة.
- تعزيز التشريعات والسياسات البيئية لحماية الموارد الطبيعية ومناطق الحياة البرية. من خلال تنفيذ إجراءات صارمة لمنع التصحر، مثل تنظيم استخدام الأراضي وحماية الغابات ومراقبة التصرف في المياه.
- تشجيع البحث العلمي والابتكار في مجال التكنولوجيا الخضراء والزراعة المستدامة. يمكن تطوير تقنيات جديدة لتحسين كفاءة استخدام المياه والتربة، واستخدام الأساليب الحديثة مثل الزراعة المائية والزراعة العمودية للزيادة في إنتاجية المحاصيل.